# Syllepte molybdopasta
Syllepte molybdopasta is een vlinder uit de familie van de grasmotten (Crambidae), uit de onderfamilie van de Spilomelinae. De wetenschappelijke naam van deze soort is voor het eerst gepubliceerd in 1918 door George Francis Hampson.
De spanwijdte bedraagt 38 millimeter.
De soort komt voor in Papoea-Nieuw-Guinea (Bismarckarchipel).